# Mas de Lluell
El Mas de Lluell és una masia del poble de Sapeira, de l'antic terme ribagorçà de Sapeira, pertanyent actualment al municipi de Tremp.
Està situada al nord-oest de Sapeira, a la dreta del barranc del Solà, a ponent del Molí de Barreda i al nord-nord-oest del Mas de Barreda.